# Пьеве-ди-Кориано
Пьеве-ди-Кориано (итал. Pieve di Coriano) — коммуна в Италии, располагается в регионе Ломбардия, в провинции Мантуя.
Население составляет 990 человек (2008 г.), плотность населения составляет 70 чел./км². Занимает площадь 12 км². Почтовый индекс — 46020. Телефонный код — 0386.
Покровителем населённого пункта считается святой Рох.

## Демография
Динамика населения:

## Администрация коммуны
- Официальный сайт: https://web.archive.org/web/20060821080615/http://www.comunepievedicoriano.it/